# Liste der Kulturdenkmäler in Steinweiler
In der Liste der Kulturdenkmäler in Steinweiler sind alle Kulturdenkmäler der rheinland-pfälzischen Ortsgemeinde Steinweiler aufgeführt. Grundlage ist die Denkmalliste des Landes Rheinland-Pfalz (Stand: 26. Juni 2023).

## Denkmalzonen
| Bezeichnung          | Lage | Baujahr                 | Beschreibung | Bild            |
| -------------------- | --- | ----------------------- | --- | --------------- |
| Denkmalzone Ortskern | Hauptstraße 3–25 und 4–38, Kirchstraße (alle Nummern ohne Nr. 2), Kreuzgasse 1–27 und 2–48, Obergasse 1–5 und 2–14, Ringstraße (alle Nummern) Lage | 17. bis 19. Jahrhundert | in der historischen Ortslage ältere Bausubstanz in ungewöhnlicher Dichte erhalten; meist zweigeschossige Wohnhäuser der Zwei-, seltener Dreiseithöfe mit Fachwerkfassaden des späten 17. bis frühen 19. Jahrhunderts, wenige Massivbauten der ersten Hälfte des 19. Jahrhunderts; im nördlichen Teil der Kreuzgasse auf der Westseite nahezu lückenlose Zeile stattlicher Fachwerkbauten; die rückwärtigen Gärten der für die Region charakteristischen langgestreckten Parzellen teilweise erhalten; einbezogen auch die evangelische und katholische Pfarrkirche sowie das am östlichen rand des Ortskerns gelegene ehemalige Schloss (Hauptstraße 36/38) | Fotos hochladen |

## Einzeldenkmäler
| Bezeichnung                         | Lage                                   | Baujahr                             | Beschreibung | Bild                           |
| ----------------------------------- | -------------------------------------- | ----------------------------------- | --- | ------------------------------ |
| Dorfmühle                           | Hauptstraße 2/2a Lage                  | 1812                                | ehemalige Mühle; Dreiseithof mit stattlichem Wohnhaus, teilweise Fachwerk, bezeichnet 1812, ehemaligen Wirtschaftsgebäuden, Ställen, Scheune und Mühlengebäude, um 1880; dazugehöriger Garten mit ehemaligem Hühnerstall; bauliche Gesamtanlage | BW                             |
| Gemeindehaus                        | Hauptstraße 4 Lage                     | 1834                                | ehemaliges Gemeindehaus; klassizistischer Walmdachbau, 5 zu 3 Achsen, 1834 | Fotos hochladen                |
| Wohnhaus                            | Hauptstraße 7 Lage                     | spätes 18. Jahrhundert              | Fachwerkhaus, spätes 18. Jahrhundert | Fotos hochladen                |
| Wohnhaus                            | Hauptstraße 8 Lage                     | erstes Viertel des 19. Jahrhunderts | stattlicher Halbwalmdachbau, wohl aus dem ersten Viertel des 19. Jahrhunderts | Fotos hochladen                |
| Gasthof „Zum Ochsen“                | Hauptstraße 10 Lage                    | 1763                                | ehemaliger Gasthof „Zum Ochsen“; Vierseithof; stattliches Fachwerkhaus, bezeichnet 1763, wenig jüngerer Wirtschaftstrakt, teilweise massiv, Querflügel wohl noch aus der ersten Hälfte des 19. Jahrhunderts, weitere Wirtschaftsgebäude         | Fotos hochladen                |
| Wohnhaus                            | Hauptstraße 19 Lage                    | erstes Viertel des 19. Jahrhunderts | Fachwerkhaus, erstes Viertel des 19. Jahrhunderts | Fotos hochladen                |
| Wohnhaus                            | Hauptstraße 21 Lage                    | erstes Viertel des 19. Jahrhunderts | Fachwerkhaus, erstes Viertel des 19. Jahrhunderts | Fotos hochladen                |
| Wohnhaus                            | Hauptstraße 24 Lage                    | Anfang des 19. Jahrhunderts         | eingeschossiges Fachwerkhaus, Anfang des 19. Jahrhunderts | Fotos hochladen                |
| Wohnhaus                            | Hauptstraße 26 Lage                    | 1775                                | langgestrecktes eingeschossiges Fachwerkhaus, bezeichnet 1775, teilweise Dachausbau, erste Hälfte des 20. Jahrhunderts | Fotos hochladen                |
| Schloss Steinweiler                 | Hauptstraße 36/38 Lage                 | 1745                                | ehemaliges Schloss; barocker Putzbau, 1745, Fachwerknebengebäude, teilweise massiv | Fotos hochladen                |
| Napoleonssäule                      | Hauptstraße, Ecke Brotäckerstraße Lage | 1811                                | Napoleonssäule, klassizistisch, 1811 | Fotos hochladen                |
| Wohnhaus                            | Kirchstraße 4 Lage                     | 1736                                | eingeschossiges Fachwerkhaus mit Kniestock, bezeichnet 1736 | Fotos hochladen                |
| Katholische Pfarrkirche St. Martin  | Kirchstraße 5 Lage                     | 1756–66                             | Saalbau, 1756–66, 1895–97 wiederhergestellt | weitere Bilder Fotos hochladen |
| Kriegerdenkmal                      | Kirchstraße, hinter Nr. 5 Lage         |                                     | Kriegerdenkmal 1914/18 | Fotos hochladen                |
| Friedhofseinfriedung und -kreuz     | Kirchstraße, hinter Nr. 5 Lage         | 1806                                | Friedhofseinfriedung; Kirchhofskreuz, Sandstein, bezeichnet 1806 und 1855 | Fotos hochladen                |
| Katholisches Pfarrhaus              | Kirchstraße 6 Lage                     | Anfang des 19. Jahrhunderts         | stattlicher Walmdachbau, Sandsteintorpfeiler, Anfang des 19. Jahrhunderts | Fotos hochladen                |
| Hofanlage                           | Kirchstraße 10 Lage                    | zweite Hälfte des 18. Jahrhunderts  | Fachwerkhaus; Wirtschaftsgebäude, teilweise massiv, teilweise Fachwerk; überdachtes Hoftor, zweite Hälfte des 18. Jahrhunderts | Fotos hochladen                |
| Wohnhaus                            | Kirchstraße 12 Lage                    | 1747                                | eingeschossiges Fachwerkhaus, bezeichnet 1747 | Fotos hochladen                |
| Wohnhaus                            | Kirchstraße 18 Lage                    | Anfang des 19. Jahrhunderts         | Fachwerkhaus, Anfang des 19. Jahrhunderts; Querbau, teilweise Fachwerk, wohl aus der Mitte des 19. Jahrhunderts | Fotos hochladen                |
| Wohnhaus                            | Kreuzgasse 4 Lage                      | 1759                                | Fachwerkhaus, teilweise massiv, bezeichnet 1759, Hoftor mit Mannpforte | Fotos hochladen                |
| Wohnhaus                            | Kreuzgasse 6 Lage                      | 1737                                | stattliches langgestrecktes Fachwerkhaus, bezeichnet 1737 | Fotos hochladen                |
| Wohnhaus                            | Kreuzgasse 8 Lage                      | 1798                                | Fachwerkhaus, bezeichnet 1798; überdachtes Hoftor, klassizistische Steinpfeiler, bezeichnet 1825 | Fotos hochladen                |
| Wohnhaus                            | Kreuzgasse 9 Lage                      | um 1800                             | Fachwerkhaus, um 1800 | Fotos hochladen                |
| Hofanlage                           | Kreuzgasse 10 Lage                     | spätes 18. Jahrhundert              | Hofanlage; Fachwerkhaus, spätes 18. Jahrhundert, überdachtes Hoftor, klassizistische Steinpfeiler, bezeichnet 1849, Wirtschaftsgebäude, teilweise Fachwerk                                                                                      | Fotos hochladen                |
| Wohnhaus                            | Kreuzgasse 12 Lage                     | 18. Jahrhundert                     | Fachwerkhaus, teilweise massiv, 18. Jahrhundert | Fotos hochladen                |
| Gaststätte „Alter Bürgermeisterhof“ | Kreuzgasse 14 Lage                     | 18. Jahrhundert                     | Hofanlage; stattliches Fachwerkhaus auf hohem Kellersockel, Walmdach, 18. Jahrhundert; Hofmauer mit Tür und Tor, bezeichnet 1722, Wirtschaftsgebäude, teilweise Fachwerk                                                                        | Fotos hochladen                |
| Wohnhaus                            | Kreuzgasse 18 Lage                     | 1768                                | stattliches Fachwerkhaus, bezeichnet 1768 (Bild) | Fotos hochladen                |
| Wohnhaus                            | Kreuzgasse 19 Lage                     | erste Hälfte des 18. Jahrhunderts   | Fachwerkhaus, erste Hälfte des 18. Jahrhunderts | Fotos hochladen                |
| Evangelische Pfarrkirche            | Kreuzgasse 20 Lage                     | 1845–48                             | Saalbau, Sandstein, Rundbogenstil, 1845–48 | Fotos hochladen                |
| Wohnhaus                            | Kreuzgasse 21 Lage                     | 18. Jahrhundert                     | Fachwerkhaus, 18. Jahrhundert, massiv überformt und erweitert, bezeichnet 1881 | Fotos hochladen                |
| Wohnhaus                            | Kreuzgasse 25 Lage                     | 1754                                | Fachwerkhaus, bezeichnet 1754, Nebengebäude, überwiegend in Fachwerk, wohl aus dem 18. Jahrhundert | Fotos hochladen                |
| Wohnhaus                            | Kreuzgasse 40 Lage                     | 1739                                | eingeschossiges Fachwerkhaus mit Kniestock, bezeichnet 1739 | Fotos hochladen                |
| Wohnhaus                            | Niedergasse 6 Lage                     | zweite Hälfte des 18. Jahrhunderts  | eingeschossiges Fachwerkhaus mit Kniestock, teilweise massiv, zweite Hälfte des 18. Jahrhunderts | Fotos hochladen                |
| Wohnhaus                            | Niedergasse 8 Lage                     | zweite Hälfte des 18. Jahrhunderts  | eingeschossiges Fachwerkhaus mit Kniestock, teilweise massiv, zweite Hälfte des 18. Jahrhunderts | Fotos hochladen                |
| Wohnhaus                            | Obergasse 1 Lage                       | 18. Jahrhundert                     | stattlicher langgestreckter Fachwerkbau, teilweise massiv, 18. Jahrhundert | Fotos hochladen                |
| Hofanlage                           | Obergasse 2 Lage                       | 18. Jahrhundert                     | Hofanlage; Fachwerkhaus, teilweise massiv, 18. Jahrhundert; Nebengebäude überwiegend in Fachwerk; überdachtes Hoftor mit Mannpforte, bezeichnet 1564                                                                                            | Fotos hochladen                |
| Wohnhaus                            | Obergasse 3 Lage                       | 1717                                | eingeschossiges Fachwerkhaus, bezeichnet 1717 (Bild) | Fotos hochladen                |
| Wohnhaus                            | Obergasse 4 Lage                       | 18. Jahrhundert                     | langgestrecktes Fachwerkhaus, teilweise massiv, 18. Jahrhundert | Fotos hochladen                |
| Wohnhaus                            | Obergasse 8 Lage                       | zweite Hälfte des 18. Jahrhunderts  | eingeschossiges Fachwerkhaus, zweite Hälfte des 18. Jahrhunderts | Fotos hochladen                |
| Wohnhaus                            | Obergasse 11 Lage                      | 1722                                | eingeschossiges Fachwerkhaus mit Kniestock, bezeichnet 1722 | Fotos hochladen                |
| Wohnhaus                            | Obergasse 12 Lage                      | erste Hälfte des 19. Jahrhunderts   | Fachwerkhaus, erste Hälfte des 19. Jahrhunderts | Fotos hochladen                |
| Wohnhaus                            | Obergasse 28 Lage                      | zweite Hälfte des 18. Jahrhunderts  | eingeschossiges Fachwerkhaus mit Kniestock, zweite Hälfte des 18. Jahrhunderts | Fotos hochladen                |
| Wohnhaus                            | Obergasse 29 Lage                      | zweite Hälfte des 17. Jahrhunderts  | Fachwerkhaus, teilweise massiv, wohl aus der zweiten Hälfte des 17. Jahrhunderts | Fotos hochladen                |
| Hofanlage                           | Obergasse 30 Lage                      | zweite Hälfte des 18. Jahrhunderts  | Dreiseithof; eingeschossiges Fachwerkhaus mit Kniestock, zweite Hälfte des 18. Jahrhunderts, Wirtschaftsgebäude, teilweise Fachwerk | Fotos hochladen                |
| Mannpforte                          | Obergasse, zu Nr. 36 Lage              | 1568                                | Pfeiler und Sturz der Mannpforte, bezeichnet 1568 | Fotos hochladen                |
| Wohnhaus                            | Ringstraße 15 Lage                     | Mitte des 18. Jahrhunderts          | Fachwerkhaus, teilweise massiv, Mitte des 18. Jahrhunderts, kleiner Ladenanbau, erste Hälfte des 20. Jahrhunderts | Fotos hochladen                |
| Wohnhaus                            | Windener Straße 1 Lage                 | um 1820                             | Wohnhaus einer großen Hofanlage (ehemaliger Gutshof?); stattlicher siebenachsiger Halbwalmdachbau über hohem Kellersockel, wohl um 1820 | Fotos hochladen                |

## Ehemalige Kulturdenkmäler
| Bezeichnung | Lage              | Baujahr | Beschreibung | Bild                           |
| ----------- | ----------------- | ------- | --- | ------------------------------ |
| Hofanlage   | Obergasse 23 Lage | um 1800 | Hofanlage; eingeschossiges Fachwerkhaus, um 1800, Fachwerknebengebäude, teilweise massiv, eventuell kurz vor 1900; überdachtes Hoftor, klassizistischer Steinpfeiler 2017 oder 2018 abgebrochen | weitere Bilder Fotos hochladen |